# La dottoressa sotto il lenzuolo
La dottoressa sotto il lenzuolo è un film della commedia erotica all'italiana del 1976, diretto da Gianni Martucci.

## Trama
Pisa. Sandro, Alvaro e suo fratello Benito sono tre studenti di medicina con poca voglia di crescere e dedicarsi agli studi. Benito infatti, mantenuto dalla zia, è uno studente fuoricorso di quasi 32 anni, che vive in una piccola pensione, dove respinge in continuazione le avance dell'anziana ma procace proprietaria; Benito e Alvaro sono i figli dei proprietari di un bar
Mentre Alvaro è fidanzato con Lella, della quale è innamorato perdutamente ma con la quale, per volontà di lei, non ha rapporti sessuali; Sandro, ossessionato dalla madre che gli ricorda in continuazione il suo dovere di studente, studia di malavoglia, attratto di più dalle grazie della cameriera di casa sua.
Il loro passatempo preferito è combinare scherzi goliardici all'università, travestendosi da cadaveri per toccare ed esplorare le parti intime di professoresse avvenenti, sostituendo un paziente con una bambola gonfiabile e altro, quasi sempre ai danni del prof. Paolo Cicchirini, tanto odioso e pignolo con gli studenti quanto servile con il suo diretto superiore, il primario professor Ciotti.
Le loro vite cambiano il giorno in cui, dopo uno scherzo, si presenta all'università la dott.ssa Laura Bonetti, avvenente fidanzata e collega di Cicchirini, della quale Sandro si innamora, al punto di arrivare a fingere di avere una rara malattia pur di essere ricoverato e curato da lei. Nello stesso tempo, Alvaro tenta in tutti i modi di avere rapporti sessuali con Lella, arrivando anche a tentare di lasciarla, salvo poi tornare sui suoi passi appena la vedrà in bikini, rimediando uno schiaffo.
Anche Benito si innamora dell'infermiera Italia, già nel mirino del prof. Ciotti. Dopo l'ennesimo rifiuto della ragazza, Benito attiva la telecamera a circuito chiuso della sala operatoria, trasmettendo così nelle aule universitarie l'incontro sessuale tra Italia e il prof. Ciotti. Quella stessa sera Benito si presenta a casa di Italia per scusarsi, provandoci con lei, questa volta con successo.
Per aiutare Sandro, i tre amici inscenano un finto rapimento, derubando Cicchirini in mezzo a un bosco, mentre liberano la Bonetti in pieno centro. Sandro accorre in suo aiuto, ma lei capisce che era tutta una messa in scena. Tentata di chiamare la polizia, alla fine capisce di voler bene a Sandro, mentre Cicchirini vaga fino all'alba nella pineta di Tirrenia, dopo aver defecato nell'auto di alcuni contadini che lo scacciano di malo modo.

## Luoghi di ripresa
Il film è stato girato in massima parte a Pisa e dintorni: si riconoscono piazza dei Cavalieri, la sede della Scuola Normale, piazza dei Miracoli, lungarno Ranieri Simonelli e lungarno Pacinotti, piazza Giovanni Battista Donati, il litorale pisano con il lungomare e la pineta di Tirrenia.